# Jason Rüesch
Jason Rüesch est un fondeur suisse, né le 16 mai 1994 à Davos. 

## Biographie
Il vient du village de Monstein comme la skieuse Jasmine Flury.
Membre du club de Davos, il participe à ses premiers événements majeurs en 2012, les Jeux olympiques de la jeunesse, à Innsbruck, où il est dixième et onzième en individuel, puis les Championnats du monde junior à Erzurum. Il gagne ensuite le quinze kilomètres libre aux Championnats de Suisse junior.
Il fait ses débuts en Coupe du monde en décembre 2014 à Davos, puis est engagé dans la Coupe OPA lors du reste de la saison. Il remporte une manche de cette compétition en mars 2016 à Arber (quinze kilomètres classique).
En janvier 2017, en terminant quinzième du quinze kilomètres libre d'Ulricehamn, il inscrit ses premiers points pour la Coupe du monde. Quelques semaines plus tard, il honore sa première sélection en championnat du monde à Lahti, où il finit 25e du skiathlon et quatrième du relais.
En mars 2020, il signe son premier podium avec le relais suisse en Coupe du monde avec Beda Klee, Dario Cologna et Roman Furger.
Aux Championnats du monde 2021, à Oberstdorf, il est 15e du skiathlon, 20e du quinze kilomètres libre, 11e du cinquante kilomètres classique (soit son meilleur résultat dans l'élite) et cinquième avec le relais.

## Palmarès

### Jeux olympiques
| Épreuve / Édition | Sprint | Sprint                           | 15 km                            | 15 km     | Skiathlon 2 × 15 km | 50 km | Relais | Relais    |
| Épreuve / Édition | libre  | classique                        | libre                            | classique | Skiathlon 2 × 15 km | 50 km | Sprint | 4 × 10 km |
| JO 2022 Beijing   | —      | Épreuve inexistante à cette date | Épreuve inexistante à cette date | 15e       | 27e                 | 17e   | —      | —         |

Légende :
- : pas d'épreuve
- — : Non disputée par Baumann

### Championnats du monde
| Épreuve / Édition        | Sprint                           | Sprint                           | 15 km                            | 15 km                            | Skiathlon 2 × 15 km | 50 km | Relais | Relais    |
| Épreuve / Édition        | libre                            | classique                        | libre                            | classique                        | Skiathlon 2 × 15 km | 50 km | Sprint | 4 × 10 km |
| Mondiaux 2017 Lahti      | —                                | Épreuve inexistante à cette date | Épreuve inexistante à cette date | —                                | 25e                 | —     | —      | 4e        |
| Mondiaux 2019 Seefeld    | 46e                              | Épreuve inexistante à cette date | Épreuve inexistante à cette date | —                                | —                   | —     | —      | —         |
| Mondiaux 2021 Oberstdorf | Épreuve inexistante à cette date | —                                | 20e                              | Épreuve inexistante à cette date | 15e                 | 11e   | —      | 5e        |
| Mondiaux 2023 Planica    | Épreuve inexistante à cette date | —                                | —                                | Épreuve inexistante à cette date | —                   | —     | —      | —         |
| Mondiaux 2025 Trondheim  | —                                | Épreuve inexistante à cette date | Épreuve inexistante à cette date | —                                | 22e                 |       | —      | Argent    |

Légende :
- : première place, médaille d'or
- : deuxième place, médaille d'argent
- : troisième place, médaille de bronze
- : pas d'épreuve
- — : Non disputée par Jason Rüesch

### Coupe du monde
- Meilleur classement général : 67e en 2021.
- Meilleur résultat individuel : 15e.
- 1 podium en relais : 1 deuxième place.
- 1 podium en relais mixte : 1 troisième place.

#### Classements en Coupe du monde
| Saison / Épreuve | Saison / Épreuve | Général | Général | Distance | Distance | Sprint | Sprint |
| Saison / Épreuve | Saison / Épreuve | Class.  | Points  | Class.   | Points   | Class. | Points |
| ---------------- | ---------------- | ------- | ------- | -------- | -------- | ------ | ------ |
| 2017             | 2017             | 119e    | 16      | 78e      | 16       | -      |        |
| 2018             | 2018             | 155e    | 1       | 102e     | 1        | -      | -      |
| 2019             | 2019             | 117e    | 14      | 95e      | 5        | 77e    | 9      |
| 2020             | 2020             | 81e     | 39      | 54e      | 29       | -      | -      |
| 2021             | 2021             | 67e     | 64      | 43e      | 64       | -      | -      |

### Coupe OPA
- 5e du classement général en 2016.
- 3 podiums, dont 1 victoire.

### Championnats de Suisse
- Champion de la poursuite en 2016.
- Champion de la poursuite et du quinze kilomètres libre en 2017.
- Champion du quinze kilomètres libre en 2021.